# Paragia bidens
Paragia bidens är en stekelart som beskrevs av Henri Saussure 1855. Paragia bidens ingår i släktet Paragia och familjen Masaridae. Inga underarter finns listade i Catalogue of Life.